# Кобан (монета)
Кобан (яп. 小判) — японская овальная золотая монета в период Эдо, равная одной десятой части обана.

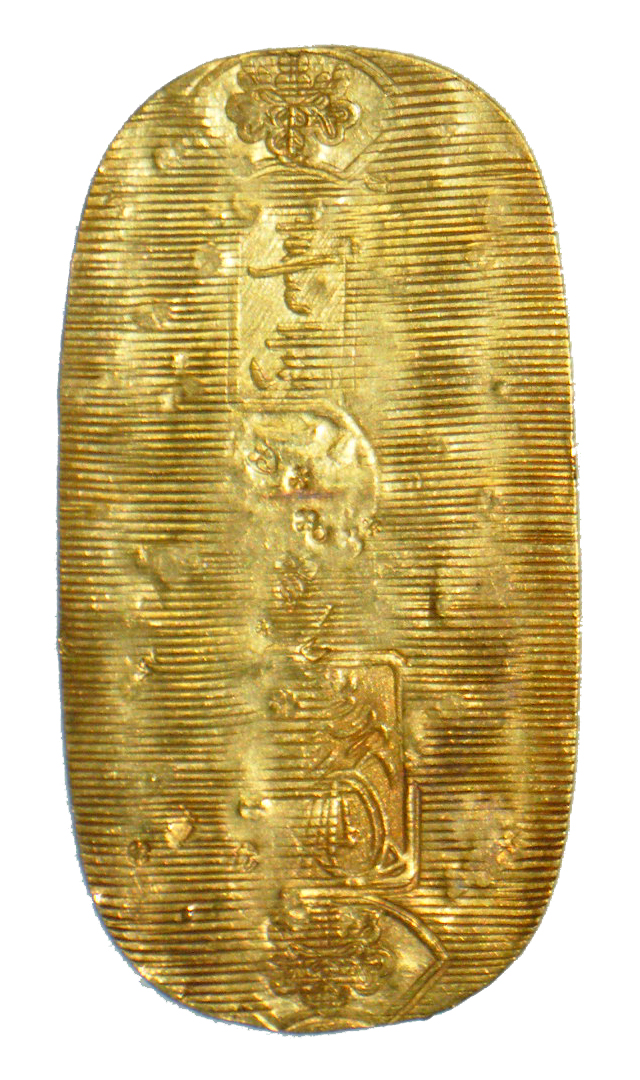
Кобан

Изначально золотой кобан эры Кэйтё содержал один рё золотом, поэтому номинал кобана выражался как 1 рё. Однако кобан последующих чеканок содержал иное количество золота (обычно меньшее), в результате чего рё как единица веса (~15 г) и рё как номинал, равный одному кобану, более не были синонимами.

## Внешняя торговля
Экономика Японии до середины XIX века зависела в значительной мере от риса. Стандартной единицей измерения риса был коку, который примерно был равен количеству риса, достаточного для питания одного человека в течение года. Крестьяне платили налоги рисом, и аналогичным образом вассалы ежегодно поставляли в казну определённое число коку риса. Однако португальцы, которые прибыли в Японию в 1550-е годы, предпочитали рису золото, поэтому кобан, который в то время был равен 3 коку риса, стал основной монетой во внешней торговле Японии.
Некоторые даймё начали чеканку своих собственных кобанов, однако стоимость их была более низкой ввиду добавления к золоту других металлов. Кобан, выпускавшийся центральным правительством в Эдо, также от реформы к реформе постоянно терял в весе и качестве, за редкими исключениями. Кроме того, после каждой реформы в обороте появлялось значительное количество фальшивых кобанов, весом несколько ниже, чем у официального. Ко времени прибытия в Японию коммодора М. Перри в 1853 году торговцы предпочитали старые фальшивые кобаны вновь отчеканенным официальным, поскольку масса и содержание золота в последних были ниже.
После реставрации Мэйдзи в 1868 году в Японии была введена новая денежная система по образцу европейской, а прежние монеты (обан, кобан, итибубан и др.) были выведены из оборота.

## Культурная роль
Японская пословица «нэко ни кобан» (яп. 猫に小判 буквально «червонец для кошки») является эквивалентом библейского «метать жемчуг (бисер) перед свиньями». Эта пословица обыграна во внешности одного из покемонов, Мяута.

## Изменение массы кобана

Эволюция размера кобана в период Токугава. Слева направо: кобаны периодов Кэйтё (1601—1695), Гэнроку (1695—1710), Хоэй (1710—1714), Сётоку (1714), Кёхо (1714—1736), Гэмбун (1736—1818), Бунсэй (1819—1828), Тэмпо (1837—1858), Ансэй (1859), Манъэн (1860—1867).